# 雷克雅未克大學
雷克雅維克大學是冰島最大的私立大學，有超過3,200名學生 以及超過500名雇員。 
2010年該大學開始採用純雙語（英語和冰島語）教育，下有4個學院（schools）：法學院、商學院、計算機科學學院、科學與工程學院。

## 歷史
該大學起源於1988年1月成立的冰島商業高等專科學校院的計算機科學學校（TVÍ），在該學院中運營了十年之久。
1998年9月1日在新建築開展其課程，改名為雷克雅維克商學院。2000年1月改現名。2002年建立法學院，2005年與冰島技術大學合併（THÍ）。

## 外部連結
- Reykjavík University - Official homepage （页面存档备份，存于）
- Reykjavík University - English homepage （页面存档备份，存于）
- Reykjavík University - Schools （页面存档备份，存于）
- Center for Analysis and Design of Intelligent Agents (CADIA) （页面存档备份，存于）
- Icelandic Center for Research on Software Engineering (ICE-ROSE)
- System and Security Lab (SysLab) （页面存档备份，存于）
- The Laboratory for Dependable, Secure Systems (LDSS Lab)
- Icelandic Center Of Excellence in Theoretical Computer Science (ICE-TCS) （页面存档备份，存于）
- Icelandic Institute For Intelligent Machines (IIIM) （页面存档备份，存于）
- Icelandic Society for Intelligence Research (ISIR)
- Reykjavik University Autonomous Underwater Vehicle （页面存档备份，存于）
- Reykjavik University's Students Association - Official homepage

64°07′25″N 21°55′37″W / 64.12361°N 21.92694°W